# Beta Camelopardalis
 β Camelopardalis (Beta Camelopardalis, kurz β Cam) ist mit einer scheinbaren Helligkeit von 4,03m der hellste Stern des Sternbildes Giraffe (lateinisch Camelopardalis). Dennoch erscheint er dem bloßen Auge nur als lichtschwaches Objekt. Seine Entfernung zur Erde beträgt nach neuen, im Dezember 2020 veröffentlichten Auswertungen der Messergebnisse der Raumsonde Gaia etwa 840 Lichtjahre. Zu einem relativ ähnlichen Resultat, nämlich einer Entfernung von circa 870 Lichtjahren, führte bereits eine 2007 vorgestellte Validierung der Messwerte der Vorgängermission Hipparcos. β Camelopardalis ist weit genug entfernt und nahe genug der Milchstraße, als dass seine scheinbare Helligkeit aufgrund von zwischen der Erde und dem Stern liegenden, seine Strahlung teilweise absorbierenden interstellaren Staub um 15 Prozent geschwächt erscheint.
Der Stern ist ein gelblich strahlender Überriese oder heller Riese der Spektralklasse G1. Dementsprechend ist seine effektive Temperatur von ungefähr 5300 K nur geringfügig niedriger als jene der Sonne. Er besitzt etwa 6,5 Sonnenmassen sowie den 58-fachen Sonnendurchmesser und strahlt mit rund 1590 Sonnenleuchtkräften. Während Flugzeugbeobachtungen von Meteoren wurde 1967 ein plötzlicher kurzzeitiger Helligkeitsausbruch von β Camelopardalis aufgrund einer Eruption (Flare) beobachtet, wobei der Stern eine Viertelsekunde lang eine Größenklasse heller als sonst erschien. Der Stern ist auch eine Röntgenquelle.
Höchstwahrscheinlich ist β Camelopardalis ein Einzelstern. Er besitzt aber einen scheinbaren Begleiter, welcher die Bezeichnung HD 31911 trägt und im Jahr 2017 in einem Abstand von 84, 2 Bogensekunden von β Camelopardalis stand. HD 31911 ist ein 7,4m heller Stern der Spektralklasse A5, befindet sich in einer Entfernung von 476 Lichtjahren von der Erde und ist selbst doppelt: sein Begleiter besitzt eine scheinbare Helligkeit von 12,4m und ist 14,8 Bogensekunden von ihm entfernt.